# Kibombo
Kibombo este un oraș în  provincia Maniema, Republica Democrată Congo. În 2012 avea o populație de 18 385 de locuitori, iar în 2004 avea 14 836.